# Corpo sanitario militare marittimo
Le Corpo sanitario militare marittimo (en français, le « Corps sanitaire militaire maritime ») est l'organe de médecine militaire ainsi que l'un des sept corps qui composent la Marina militare (la marine de guerre italienne). Ce corps est l'héritier des traditions du service de santé de la Regia Marina.

## Histoire
Le 1er avril 1861, le ministre de la marine italien d'alors, Cavour, propose au roi Victor-Emmanuel II d'agréger en un corps unique l'ensemble des structures sanitaires des flottes qui préexistaient à l'unité italienne. Luigi Verde est alors nommé à la direction du Corps sanitaire ; il l'organise et le dirige jusqu'à sa mort, survenue lors de la bataille de Lissa de 1866, lorsque la frégate Re d'Italia (it) est coulée, avec lui à son bord. 
Luigi Verde met en place le premier navire hôpital sur le Washington, un navire utilisé pour l'expédition des Mille.
Carlo Mari succède à Verde, et crée un réseau d'hôpitaux : tout d'abord, en 1867, ceux de Marina Sant'Anna à Venise et de Piedigrotta à Naples ; puis, en 1874, celui de La Spezia. 
En 1908, le Corps porte secours à la population de Messine et de Reggio de Calabre lors du tremblement de terre qui vient de frapper les deux rives du détroit de Messine. À cette occasion, il est fait usage du bateau à vapeur Campania, avec la première division navale. 
En 1910, on institue l'École de santé militaire maritime, et en 1913, on achève l'hôpital principal de Tarente, doté de 26 bâtiments et de 400 lits. 

## Grades et Galons
Le corpe sanitaire de la Marina, pour couleur du tissu qui entoure les galons, a la couleur bleue pour les médecins et la couleur verte pour les chirurgiens-dentistes, les pharmaciens, les psychologues, les biologistes et le vétérinaires. En plus, les médecins et les chirurgiens-dentistes ont un insigne en metal doré d'un caducée, sur le côtê gauche de l'uniforme.